# Diplusodon aggregatifolius
Diplusodon aggregatifolius är en fackelblomsväxtart som beskrevs av T. B. Cavalcanti. Diplusodon aggregatifolius ingår i släktet Diplusodon och familjen fackelblomsväxter. Inga underarter finns listade i Catalogue of Life.